# Vila Nova de Famalicão
Vila Nova de Famalicão là một huyện thuộc tỉnh Braga, Bồ Đào Nha. Huyện này có diện tích 202 km², dân số thời điểm năm 2001 là 127567 người.